# Руйвайнш (Вієйра-ду-Міню)
Руйвайнш (порт. Ruivães; МФА: [ʁuj.ˈvɐ̃jʃ]) — парафія в Португалії, у муніципалітеті Вієйра-ду-Міню. Розташована в північно-західній частині країни, на теренах історичної португальської провінції Дору-Міню. Входить до складу округу Брага. За адміністративним поділом, чинним до 1976 року, терени парафії були складовою провінції Міню. Належить до Бразької архідіоцезії Католицької церкви. Патрон — Мартин Турський. Площа — 30,2237 км². Населення — 738 ос. (2011). Слабо урбанізований регіон. Густота населення — 24,42 осіб/км²
. Код — 031114.

## Населення
| Кількість мешканців | Кількість мешканців | Кількість мешканців | Кількість мешканців | Кількість мешканців | Кількість мешканців | Кількість мешканців | Кількість мешканців | Кількість мешканців | Кількість мешканців | Кількість мешканців | Кількість мешканців | Кількість мешканців | Кількість мешканців | Кількість мешканців |
| ------------------- | ------------------- | ------------------- | ------------------- | ------------------- | ------------------- | ------------------- | ------------------- | ------------------- | ------------------- | ------------------- | ------------------- | ------------------- | ------------------- | ------------------- |
| 1864                | 1878                | 1890                | 1900                | 1911                | 1920                | 1930                | 1940                | 1950                | 1960                | 1970                | 1981                | 1991                | 2001                | 2011                |
| 1 225               | 1 392               | 1 558               | 1 640               | 1 744               | 1 596               | 1 576               | 1 685               | 1 927               | 1 937               | 1 384               | 1 345               | 1 094               | 931                 | 738                 |